# 부산진구 (1981년 선거구)
부산진구는 대한민국의 옛 국회의원 선거구이다. 당시 부산직할시 부산진구 지역을 관할했다.

## 역사
제11대 국회의원 선거를 앞두고 부산진구·북구 선거구가 부산진구와 북구 선거구로 각각 분리되면서 신설되었다.
제13대 국회의원 선거를 앞두고 부산진구 갑, 부산진구 을 선거구로 분리되면서 폐지되었다.

## 역대 국회의원
| 선거   | 정당 | 정당       | 1위 의원 | 정당 | 정당       | 2위 의원 |
| ------ | ---- | ---------- | -------- | ---- | ---------- | -------- |
| 1981년 |      | 민주정의당 | 구용현   |      | 민권당     | 김정수   |
| 1985년 |      | 한국국민당 | 강경식   |      | 신한민주당 | 김정수   |

## 역대 선거 결과

### 대한민국 제11대 국회의원 선거
|  | 30.64% |

|  | 26.07% |

|  | 22.54% |

|  | 20.72% |

### 대한민국 제12대 국회의원 선거
|  | 36.65% |

|  | 27.16% |

|  | 22.63% |

|  | 9.96% |

|  | 2.87% |

|  | 0.69% |